# Kekova
Kekova, també anomenada Caravola (grec⁣: Dolichiste), és una petita illa turca prop de Demre (Demre és la ciutat lícia de Mira) districte de la província d'Antalya que està al davant dels pobles de Kaleköy (antiga Simena) i Üçağız (antiga Teimioussa). Kekova té una superfície de 4,5 km² i està deshabitada.

## Illa
Després de l'ocupació italiana de Kastelorizo, Kekova — que en aquell moment estava temporalment habitat durant l'estiu a causa de la recol·lecció de fusta — va ser disputada entre Itàlia i Turquia. La Convenció de 1932 entre Itàlia i Turquia el va assignar a Turquia.

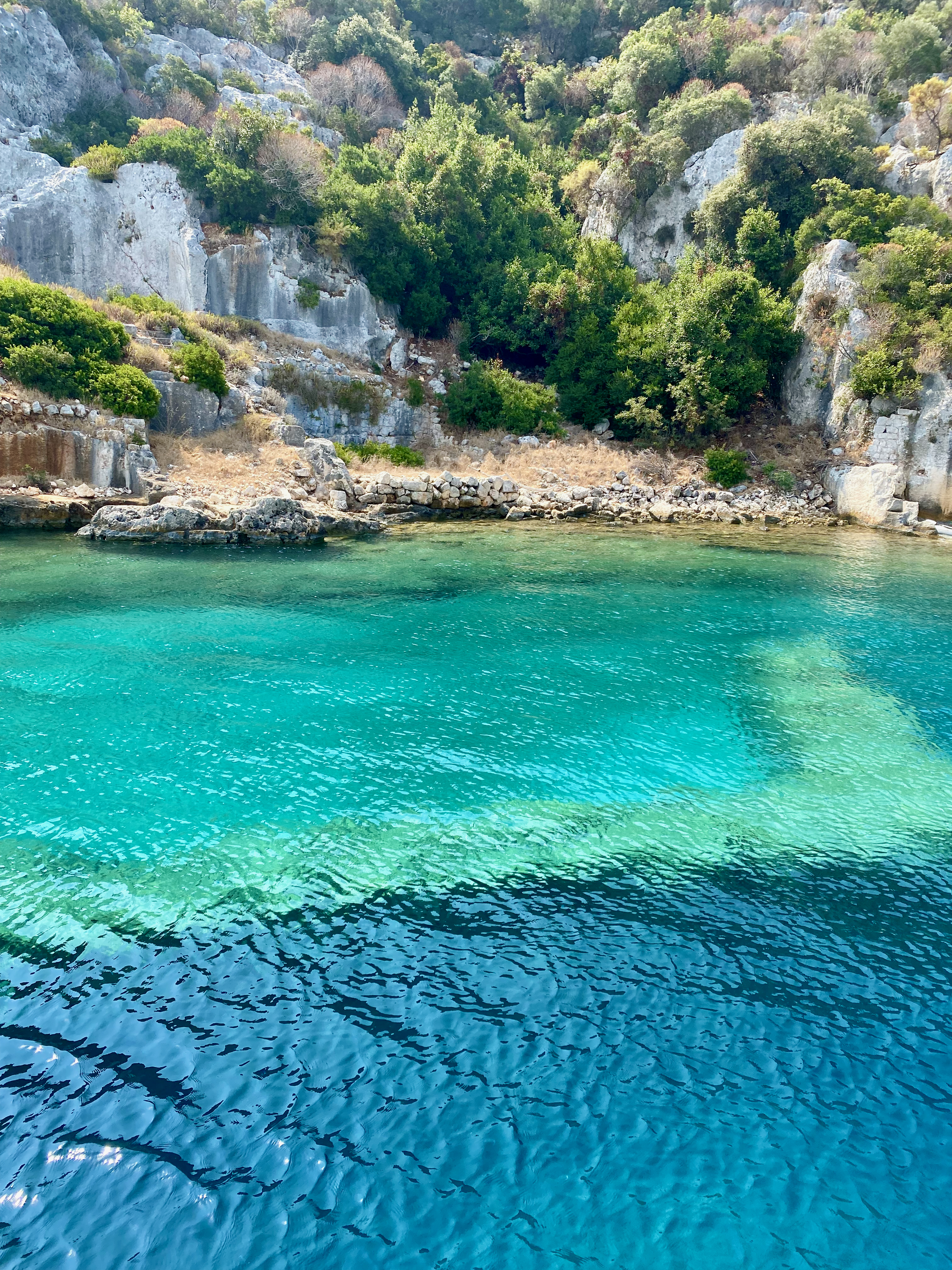
Ciutat submergida

Al seu costat nord hi ha les ruïnes parcialment enfonsades de Dolchiste/Dolikisthe, una antiga ciutat que va ser destruïda per un terratrèmol durant el segle II.
Reconstruïda i encara florida durant el període de l'Imperi Romà d'Orient, finalment va ser abandonada a causa de les incursions àrabs.
La Tersane (que significa "drassana", ja que la seva badia era el lloc d'una antiga ciutat de Xera i una drassana, amb les ruïnes d'una església romana d'Orient) es troba al nord-oest de l'illa.
La regió de Kekova va ser declarada àrea especialment protegida el 18 de gener de 1990 pel Ministeri de Medi Ambient i Forestal de Turquia. Tota mena de busseig i natació estaven prohibits i estaven sotmesos a permisos especials de les oficines governamentals. En anys posteriors s'ha aixecat la prohibició, llevat de la part on es troba la ciutat enfonsada.
La regió de Kekova té 260 km² i abasta l'illa de Kekova, els pobles de Kaleköy i Üçağız i les quatre antigues ciutats de Simena, Aperlae, Dolchiste i Teimioussa.
Kaleköy (localment només "Kale") (antiga Simena) és un lloc lici a la costa turca. És un petit poble amb les ruïnes parcialment enfonsades d'Aperlae i un castell. L'accés al poble només és possible per mar.
Üçağız (nom antic, Teimioussa) és un poble a un km de Kaleköy, al nord d'una petita badia del mateix nom, amb les ruïnes de Teimioussa a l'est. El nom "Üçağız" significa "tres boques", fent referència a les tres sortides a mar obert.